# Paul Leppin
Paul Leppin, född 27 november 1878 i Prag, död 10 april 1945 i samma stad, var en tyskspråkig författare, vars verk omfattar romaner, noveller, dikter, pjäser och essäer. 

## Verksamhet
Paul Leppin debuterade 1901 med romanen Die Thüren des Lebens och skrev i en dekadent fin-de-siècle-anda. Han skapade inte sällan skandal genom sin frisinnade behandling av erotiska ämnen. Den tyska expressionismens okrönta drottning Else Lasker-Schüler utnämnde honom till der König von Böhmen, det vill säga "konungen av Böhmen", i sin roman Mein Herz (1912). 2013 utkom Paul Leppins roman Severins resa in i mörkret: en spökhistoria från Prag som det första av hans hand i svensk översättning. 

## Verk
- Die Thüren des Lebens, roman (Prag, 1901)
- Daniel Jesus, roman (Berlin / Leipzig: Hegner, 1905; andraupplaga Verlag Ed. Strache, 1919; nyutgåva Heidelberg: Elfenbein Verlag, 2001, med efterord av Angela Reinthal och Dierk Hoffmann)
- Severins Gang in die Finsternis: ein Prager Gespensterroman, roman (München, 1914) digitaliserad (tyska) (archive.org)
  - Severins resa in i mörkret: en spökhistoria från Prag, i översättning av Arthur Isfelt (Hastur förlag, 2013)
- Venus auf Abwegen. Zur Kulturgeschichte der Erotik, essäer (Hamburg/Berlin: Hoffmann & Campe, 1920)